# Komszomolszkojei járás
A Komszomolszkojei járás (oroszul Комсомольский район, csuvas nyelven Комсомольски районĕ) Oroszország egyik járása Csuvasföldön. Székhelye Komszomolszkoje.

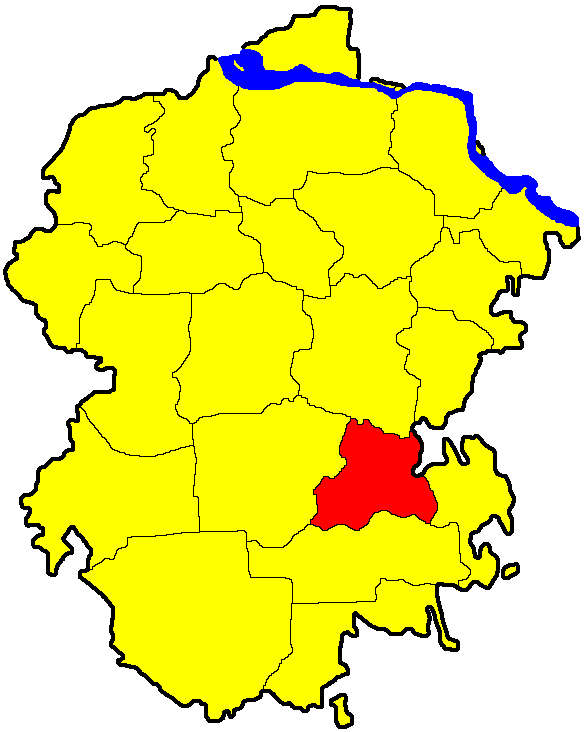
A Komszomolszkojei járás Csuvasföldön

## Népesség
- 1989-ben 28 627 lakosa volt.
- 2002-ben 27 273 lakosa volt, melynek 73%-a csuvas, 23%-a tatár.
- 2010-ben 26 951 lakosa volt.